# NPa Graúna (P-42)
O NPa Graúna (P-42) é uma embarcação da Marinha do Brasil da Classe Grajaú que exerce a função de navio-patrulha.
Tem como missão o patrulhamento das águas territoriais brasileiras, realizando ações de Inspeção Naval, segurança das instalações costeiras e plataformas de exploração de petróleo, e de salvamento e resgate.

## História
Construído no Estaleiro Mauá em Niterói, foi incorporado à Armada em 15 de agosto de 1994 no Arsenal de Marinha do Rio de Janeiro, permanecendo subordinado ao Comando do Grupamento Naval do Sudeste.
Posteriormente foi transferido para o Comando do 3º Distrito Naval e incorporado ao Comando do Grupamento de Patrulha Naval do Nordeste.

## Origem do nome
Esta embarcação herdou o nome do caça-submarinos CS Graúna (G-8) (ex-USS Patrol Craft 561), incorporado à Marinha do Brasil em 6 de dezembro de 1943, durante a Segunda Guerra Mundial.
O nome "Graúna" tem origem no tupi "guirá-una", significando "pássaro preto" (chupim), e homenageia o rio Graúna, que deságua entre os municípios de Angra dos Reis e Paraty, no estado do Rio de Janeiro.
É também designado como "Vigilante dos mares".

## Características
- Deslocamento :197 ton (padrão), 217 ton (carregado)
- Dimensões (metros): comprimento 46,5 m; largura 7,5m; calado 2,3m
- Velocidade (nós): 26 (máxima)
- Propulsão: 2 motores diesel MTU 16V 396 TB94 de 2.740 bhp cada
- Combustível: 23 toneladas de capacidade
- Autonomia : 4.000 Km a 12 nós; 10 dias em operação contínua
- Sistema Elétrico: 3 geradores diesel no total de 300 Kw.
- Armamento:
  - 1 canhão Bofors L/70 40mm com 12 km de alcance
  - 2 canhões Oerlikon 20mm com 2 km de alcance, em dois reparos simples.
- Tripulação: 29 homens
- Comunicações: 1 TC HF 2301, um HF RT700  e um FBB 250 Satelital operados pelo CB Neres e CB Mateus
- Equipamentos:
  - 1 lancha tipo (RHIB), para 10 homens;
  - 1 bote inflável para 6 homens;
  - 1 guindaste para 620 kg.